# Regimento de Artilharia de Bergslagen
O Regimento de Artilharia de Bergslagen (em sueco Bergslagens artilleriregemente), também designado pela sigla A 9, é uma unidade de artilharia do Exército da Suécia, aquartelada na cidade de Kristinehamn, situada junto ao lago Vänern,  e localizada a leste de Karlstad e a oeste de Karlskoga.

A unidade vai ter novas instalações em 2030, no leste da cidade de Kristinehamn. 

O regimento foi reativado em 2022, após uma decisão parlamentar em 2020 (riksdagens försvarsbeslut 2020).

Recebe e forma recrutas, desde 2023. Em 2030, está planeada a entrada de 250 novos recrutas.

Este regimento está vocacionado para ”aumentar a capacidade da artilharia no sul da Suécia”.

O seu pessoal é constituído por 80 efetivos, incluindo oficiais profissionais, militares em serviço permanente e funcionários civis.

## Equipamento

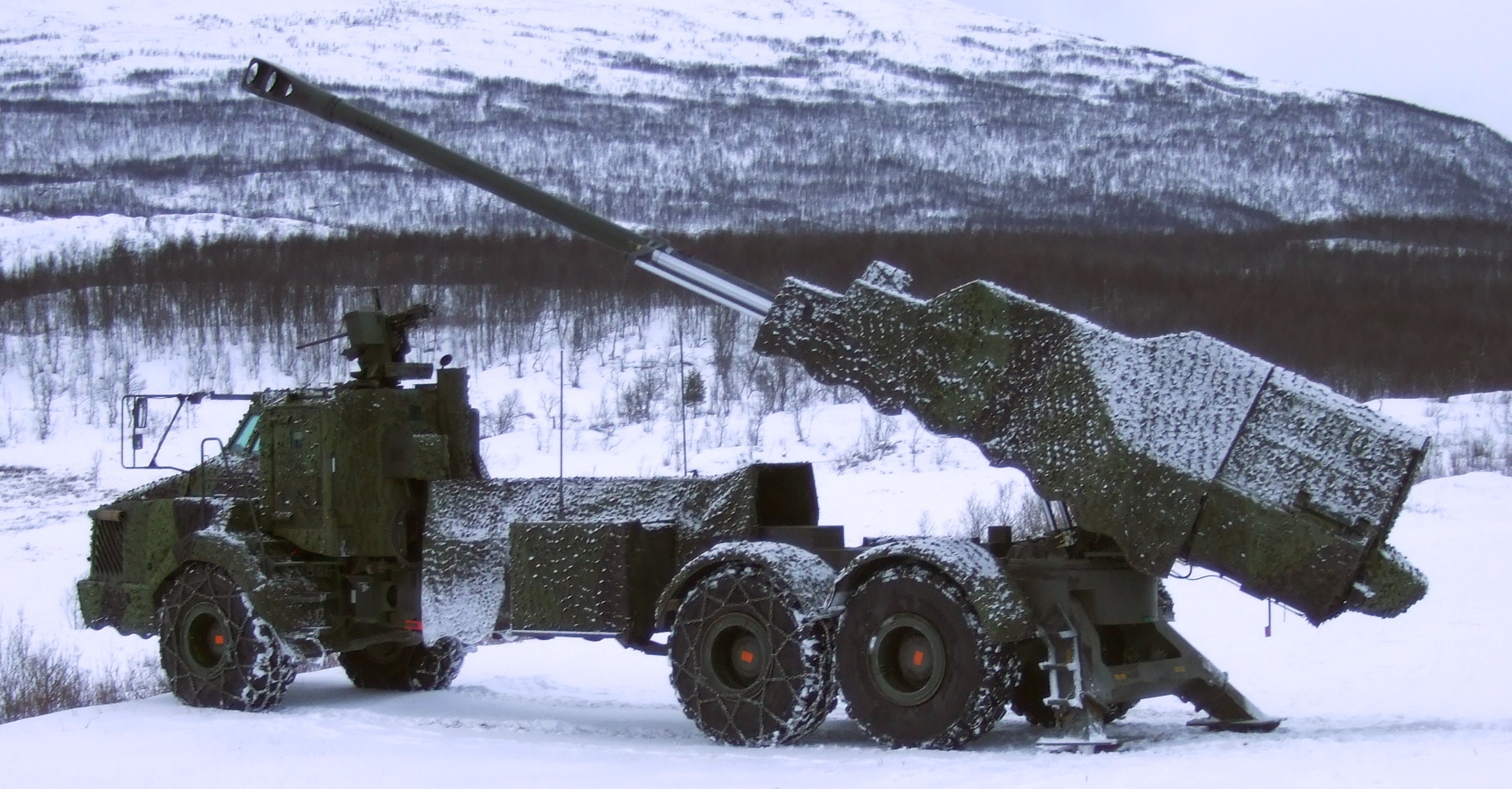
Uma peça da artilharia autopropulsada Archer

Está equipado com o sistema automático de artilharia autopropulsada Archer

## Galeria

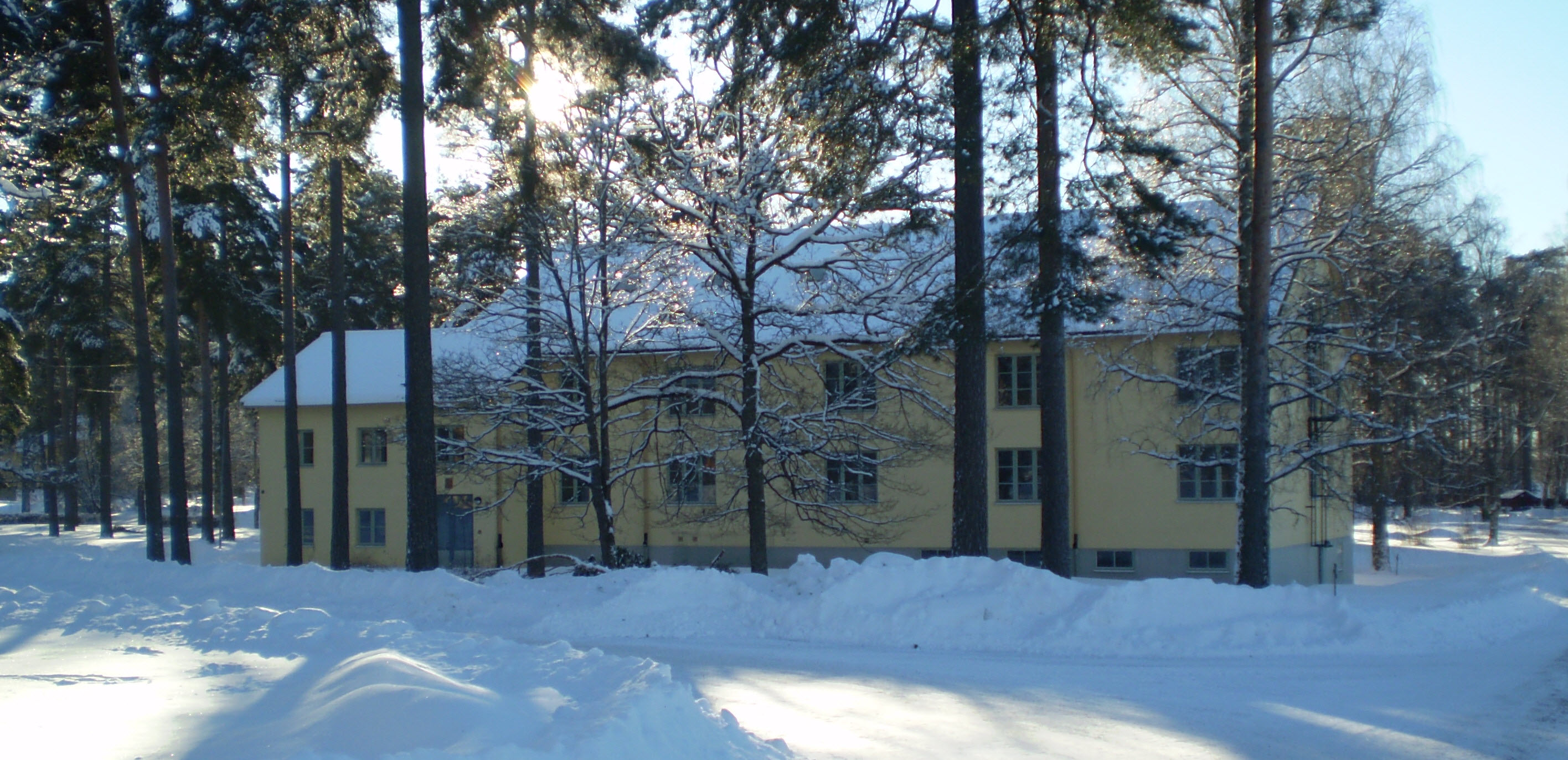
A caserna de Kopparberg em Presterud
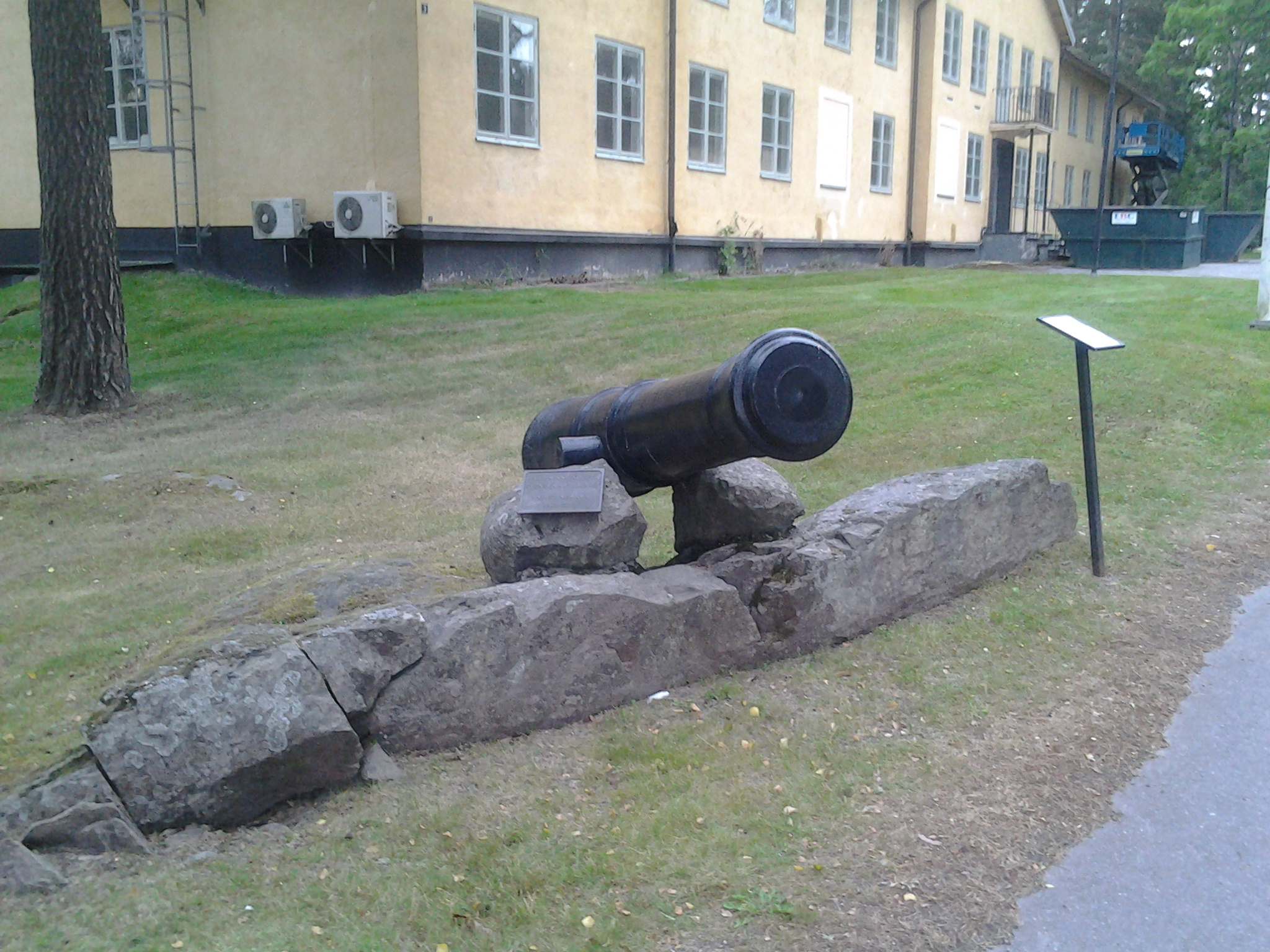
O canhão Eda, em memória da artilharia em Kristinehamn